# Фере, Рене
Рене́ Фере́ (фр. René Féret; 26 мая 1945, Ла-Басе, департамент Нор, Франция — 28 апреля 2015, Париж) — французский кинорежиссёр и продюсер, специализировавшийся на социальном кино, сторонник развития свободного «ремесленного» кинематографа.

## Биография
Рене Фере родился в 1945 году в небольшой деревеньке в департаменте Нор на северо-востоке Франции в семье, имевшей арабские корни. Родители Рене были мелкими буржуа, изо всех сил пытавшимися вести более обеспеченную жизнь, чем им было по средствам.
Ещё до рождения будущего режиссёра умирает его 4-летний старший брат Рене, а новорождённому родители дают имя умершего. В 17 лет Рене решает стать актёром, однако этой мечте не было суждено сбыться, за исключением нескольких небольших ролей в кино. В возрасте 22 лет Рене переживает психологическую травму — смерть отца. Потрясённый ею Рене Фере предпринимает неудачную попытку самоубийства, как следствие которой проводит некоторое время в психиатрической лечебнице. После выхода из неё он отказывается от мечты стать актёром — перевоплощение в образы других людей слишком травматично для его психики. Вместо этого он решает стать кинорежиссёром.
Первый фильм Рене Фере «История Поля» выходит в 1975 году, когда режиссёру 30 лет. Фильм снят благодаря небольшому спонсорской поддержке режиссёра-документалиста Николя Филибера и имеет как коммерческий успех (его посмотрели 50 тысяч зрителей), так и достаточно положительные отзывы критики — философ Мишель Фуко пишет на фильм весьма хвалебный отзыв. За картину Рене также получает премию Жана Виго. Первый фильм автобиографичен — в нём Рене рассказывает о своей истории пребывания в сумасшедшем доме.
После удачного выпуска первого фильма Рене Фере основывает собственную фирму, которая будет продюсировать его работы. Вышедший на следующий год второй фильм режиссёра под названием «Торжественное причастие» во многом описывает историю автора. Фильм снят с размахом, в нём задействованы около 60 актёров. Картина включена в программу Каннского кинофестиваля — благодаря такой рекламе её увидят полмиллиона зрителей.
Успех «Торжественного причастия» Фере больше не удастся повторить, последующие четыре фильма, вышедшие в 1980-х годах, оказываются абсолютно провальными. В 1980 году выходят «Фернан» и «Королевское дитя», в котором он повествует о своём разводе с женой, в 1985 — фильм «Тайна Алексины», основанный на автобиографии жившего в 19 веке гермафродита Эркюлин Барбен, а в 1987 — триллер «Человек, которого там не было». Из-за неудач в прокате для выплаты долгов режиссёру приходится даже отказаться от авторских прав на эти фильмы.
Как ни странно, но именно этот провал позволяет Рене Фере обновить своё творчество. Он основывает небольшое семейное предприятие, где всё подчинено жёсткой финансовой дисциплине: монтажом фильмов занимается его жена Фабьенн, а роли исполняют дети Жюльен, Мари и Лиза. Однако, такой подход даёт свой результат: хоть Рене и не удаётся повторить успех «Торжественного причастия», последующие фильмы себя окупают. Кинематографист стремится к коммерческому успеху, при этом сохраняя полную творческую независимость.
В конце 2000-х — начале 2010-х годов Фере снимает 3 фильма на историческую тему: «Сестра Моцарта», «Мадам Соларио» и «Антон Чехов». Последний фильм, посвящённый биографии русского писателя, выходит на экраны 18 марта 2015 года — чуть больше, чем за месяц до кончины режиссёра.
Рене Фере также опубликовал в 1990 году роман «Крещение».

## Фильмография
| Год  |   | Русское название              | Оригинальное название            | Примечание      |
| ---- | - | ----------------------------- | -------------------------------- | --------------- |
| 1975 | ф | История Поля                  | Histoire de Paul                 | режиссёр        |
| 1976 | ф | Торжественное причастие       | La Communion solennelle          | режиссёр, актёр |
| 1976 | ф | Свет                          | Lumière                          | актёр           |
| 1980 | ф | Фернан                        | Fernand                          | режиссёр        |
| 1980 | ф | Королевское дитя              | L'Enfant roi                     | режиссёр        |
| 1981 | ф | Блудная дочь                  | La Fille prodigue                | продюсер, актёр |
| 1985 | ф | Тайны Алексины                | Le Mystère Alexina               | режиссёр        |
| 1987 | ф | Человек, которого там не было | L'Homme qui n'était pas là       | режиссёр, актёр |
| 1988 | ф | Крещение                      | Baptême                          | режиссёр        |
| 1988 | ф | Саванна                       | Savannah                         | актёр           |
| 1992 | ф | Летние прогулки               | Promenades d'été                 | режиссёр        |
| 1994 | ф | Чужое место                   | La Place d'un autre              | режиссёр        |
| 1996 | ф | Братья Граве                  | Les Frères Gravet                | режиссёр        |
| 1999 | ф | Восток — Запад                | Est-Ouest                        | продюсер, актёр |
| 2001 | ф | Улица пенсионера              | Rue du retrait                   | режиссёр        |
| 2003 | ф | Ребёнок из Па-де-Кале         | L'Enfant du pays                 | режиссёр        |
| 2006 | ф | Стоило маме уйти...           | Il a suffi que maman s'en aille… | режиссёр        |
| 2008 | ф | Как звезда в ночи             | Comme une étoile dans la nuit    | режиссёр        |
| 2010 | ф | Сестра Моцарта                | Nannerl, la sœur de Mozart       | режиссёр        |
| 2012 | ф | Мадам Соларио                 | Madame Solario                   | режиссёр        |
| 2013 | ф | Следующий фильм               | Le Prochain Film                 | режиссёр        |
| 2015 | ф | Антон Чехов                   | Anton Tchekhov - 1890            | режиссёр        |

Источник: AlloCiné. Руские названия даны по сайту Кинопоиск

## Номинации и премии
| Год  | Название                | Награда                                                | Категория                 | Результат |        |
| ---- | ----------------------- | ------------------------------------------------------ | ------------------------- | --------- | ------ |
| 1975 | История Поля            | Премия Жана Виго                                       | Премия Жана Виго          | Победа    | [ 4 ]  |
| 1977 | Торжественное причастие | Каннский кинофестиваль                                 | Золотая пальмовая ветвь   | Номинация | [ 7 ]  |
| 1977 | Торжественное причастие | Каннский кинофестиваль                                 | Приз экуменического жюри  | Номинация | [ 7 ]  |
| 1985 | Тайна Алексины          | Каннский кинофестиваль                                 | Особый взгляд             | Номинация | [ 8 ]  |
| 2006 | Стоило маме уйти…       | Arte Mare — Фестиваль средиземноморского кино в Бастии | Вне конкурса              | Номинация | [ 9 ]  |
| 2006 | Стоило маме уйти…       | Кинофестиваль в Сарла                                  | Предпоказ                 | Номинация | [ 10 ] |
| 2006 | Стоило маме уйти…       | Марракешский кинофестиваль                             | Золотая звезда / Гран-при | Номинация | [ 10 ] |
| 2006 | Стоило маме уйти…       | Марракешский кинофестиваль                             | Премия жюри               | Номинация | [ 10 ] |
| 2011 | Сестра Моцарта          | Показ французского кино в Нью-Йорке                    | Избранный фильм           | Номинация | [ 10 ] |
| 2011 | Сестра Моцарта          | Показ французского кино в Вашингтоне                   | Полнометражный фильм      | Номинация | [ 10 ] |
| 2012 | Мадам Соларио           | Киноофестиваль в Котиньяке                             | Предпремьерный показ      | Номинация | [ 10 ] |